# San Marino en los Juegos Olímpicos de Innsbruck 1976
San Marino estuvo representado en los Juegos Olímpicos de Innsbruck 1976 por dos deportistas masculinos que compitieron en esquí alpino.
El equipo olímpico sanmarinense no obtuvo ninguna medalla en estos Juegos.